# Liste der Wiener Parks und Gartenanlagen/Josefstadt
Diese Liste umfasst jene Parks und Gartenanlagen, die sich im 8. Wiener Gemeindebezirk Josefstadt befinden und einen Namen tragen:
| Name                | Bild | Standort                            | Jahr der Errichtung | Benannt nach                                         | Fläche in m² | Bauten                                                  | Kunstobjekte                                                         | Naturdenkmäler    | Anmerkungen           |
| ------------------- | ---- | ----------------------------------- | ------------------- | ---------------------------------------------------- | ------------ | ------------------------------------------------------- | -------------------------------------------------------------------- | ----------------- | --------------------- |
| Elisa-Springer-Park |      | Piaristengasse Koordinaten          | 2019 (Benennung)    | Elisa Springer                                       | 100          |                                                         |                                                                      |                   |                       |
| Florianipark        |      | Friedrich-Schmidt-Platz Koordinaten |                     | Florian von Lorch                                    | 2.300        |                                                         | Skulptur Stehende Figur (Wotruba, 1968)                              |                   | Skulptur unter Schutz |
| Hamerlingpark       |      | Hamerlingplatz Koordinaten          | 1910                | Robert Hamerling                                     | 6.000        |                                                         | Denkmal für Hamerling (Scherpe, 1908, im Zweiten Weltkrieg entfernt) |                   |                       |
| Schönbornpark       |      | Lange Gasse Koordinaten             | 1903                | dem Palais Schönborn, das an den Park anschließt     | 10.000       | Umzäunung (Mossbäck, 1903), WC-Anlage (Fa. Beetz, 1903) | Brunnen, Denkmal für Edmund Eysler                                   | 645 (Sommerlinde) | Bauten unter Schutz   |
| Tigerpark           |      | Tigergasse Koordinaten              | 1995                | der Tigergasse, diese wiederum nach einem Hausschild | 1.600        |                                                         |                                                                      |                   |                       |